# استیون اوانز (ورزشکار)
استیون اوانز (انگلیسی: Stephen Evans؛ زادهٔ ۲۴ september ۱۹۶۲ (۶۲ سال)) قایقران روئینگ اهل استرالیا است.
وی در مسابقات کشوری و بین‌المللی در مجموع برندهٔ ۲ مدال طلا، ۱ مدال برنز شده‌است.